# Noorda palealis
Noorda palealis là một loài bướm đêm trong họ Crambidae.